# Karl Bösch (Politiker)
Karl Bösch (* 15. April 1879 in Lustenau; † 19. Februar 1956 ebenda) war ein österreichischer Politiker (GdP) und Abgeordneter zum Nationalrat in der I. Gesetzgebungsperiode vom 10. November 1920 bis zum 20. November 1923.
Nebenberuflich war er als Lehrer an Volksschulen, Realschulen und einer Lehrerbildungsanstalt tätig und hielt Wandervorträge über Obstbau. Außerdem war er von 1929 bis 1934 Bürgermeister von Lustenau und von 1932 bis 1934 Abgeordneter zum Vorarlberger Landtag (XIII. und XIV. Gesetzgebungsperiode).